# پائولو ژاکوبینی
پائولو ژاکوبینی (انگلیسی: Paolo Jacobini; ۲۶ سپتامبر ۱۹۱۹ – ۲۰۰۳) بازیکن فوتبال اهل ایتالیا بود.
از باشگاه‌هایی که در آن بازی کرده‌است می‌توان به باشگاه فوتبال لاتینا، باشگاه فوتبال آ.اس. رم، و باشگاه فوتبال ناپولی اشاره کرد.